# Synchlora atrapes
Synchlora atrapes là một loài bướm đêm trong họ Geometridae.